# Viticoltura in Grecia
La viticoltura in Grecia ha una tradizione millenaria che risale a oltre 6.500 anni fa. Il paese è considerato una delle culle della vinificazione con una ricca varietà di vitigni autoctoni e un terroir diversificato che favorisce la produzione di vini di alta qualità. Oggi la Grecia è rinomata per la sua combinazione di metodi tradizionali e innovazioni moderne nella vinificazione.

## Storia
La produzione vinicola in Grecia ha origini antichissime con prove archeologiche che attestano la coltivazione della vite fin dal Neolitico. Le civiltà minoica e micenea furono tra le prime a sviluppare una viticoltura strutturata utilizzando anfore per la fermentazione e il trasporto del vino.
Durante il periodo classico il vino divenne un elemento centrale della cultura greca, sia nella vita quotidiana che nelle cerimonie religiose, spesso associate al culto di Dioniso, dio del vino.
Con l'espansione delle colonie greche nel Mediterraneo la viticoltura si diffuse in altre regioni europee, influenzando lo sviluppo della produzione vinicola in Italia e Francia. Tuttavia, la dominazione ottomana (XV-XIX secolo) segnò un periodo di declino per la viticoltura greca con una riduzione significativa della produzione a causa delle tasse imposte sul vino.
Nel XX secolo il settore vinicolo greco ha conosciuto una rinascita grazie alla valorizzazione dei vitigni autoctoni, all'adozione di tecniche moderne e all'introduzione di normative per garantire la qualità del prodotto.

## Clima
La Grecia presenta un clima tipicamente mediterraneo, caratterizzato da inverni miti e piovosi e da estati calde e secche. La presenza di venti marini, l'altitudine di alcune zone e la variabilità dei suoli contribuiscono alla diversificazione del terroir e alla produzione di vini con caratteristiche uniche.
Le regioni vinicole greche beneficiano di un'ampia varietà di condizioni climatiche:
- Nord (Macedonia, Tracia, Epiro) con clima più fresco e con influssi continentali.
- Centro (Grecia centrale, Tessaglia) con clima mediterraneo ed estati calde e secche.
- Sud (Peloponneso, Creta, isole del Mar Egeo e Ionio) con clima caldo e secco ed escursioni termiche mitigate dall'influenza del mare.

## Regioni vitivinicole

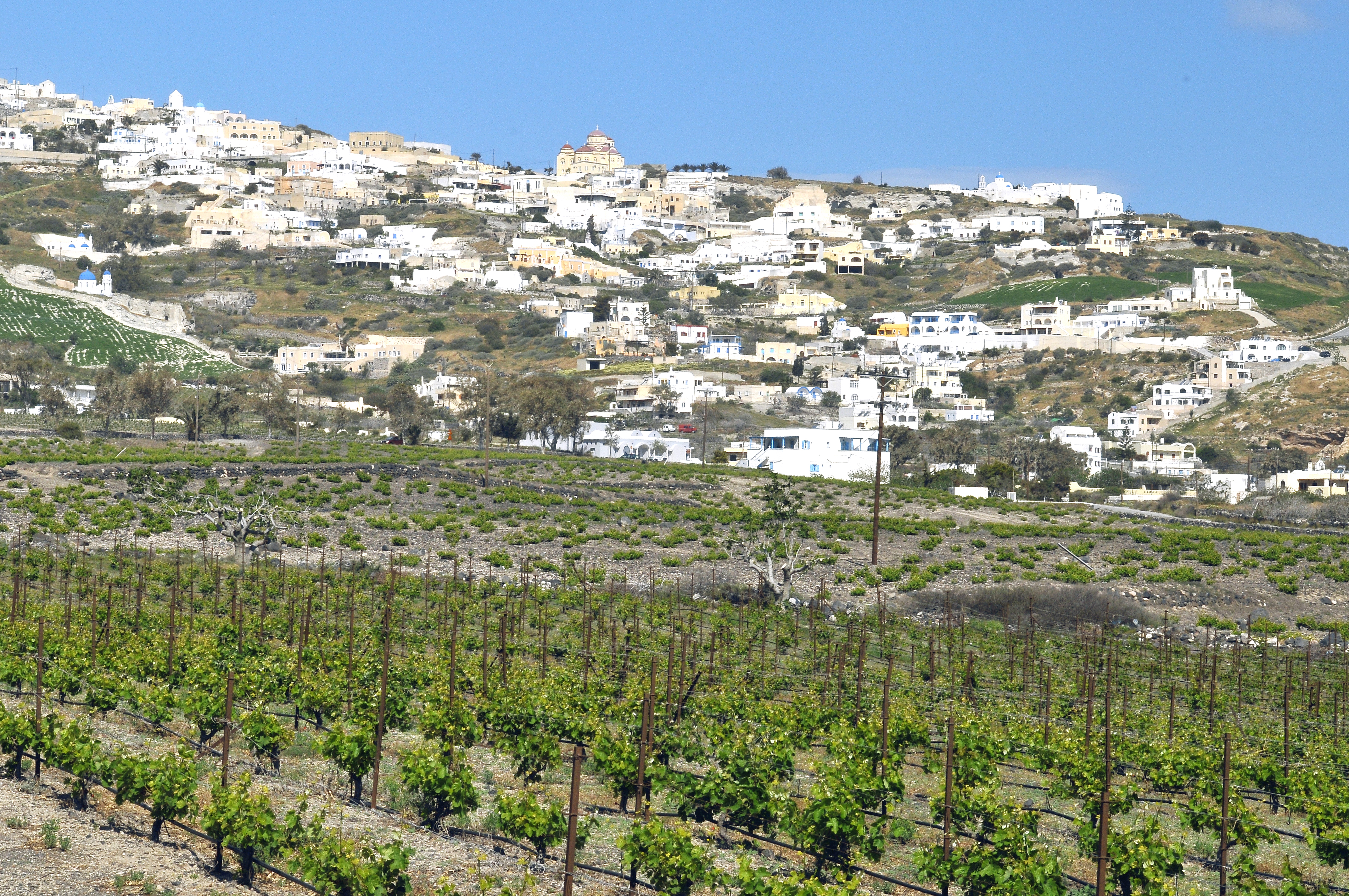
Un vigneto a Santorini

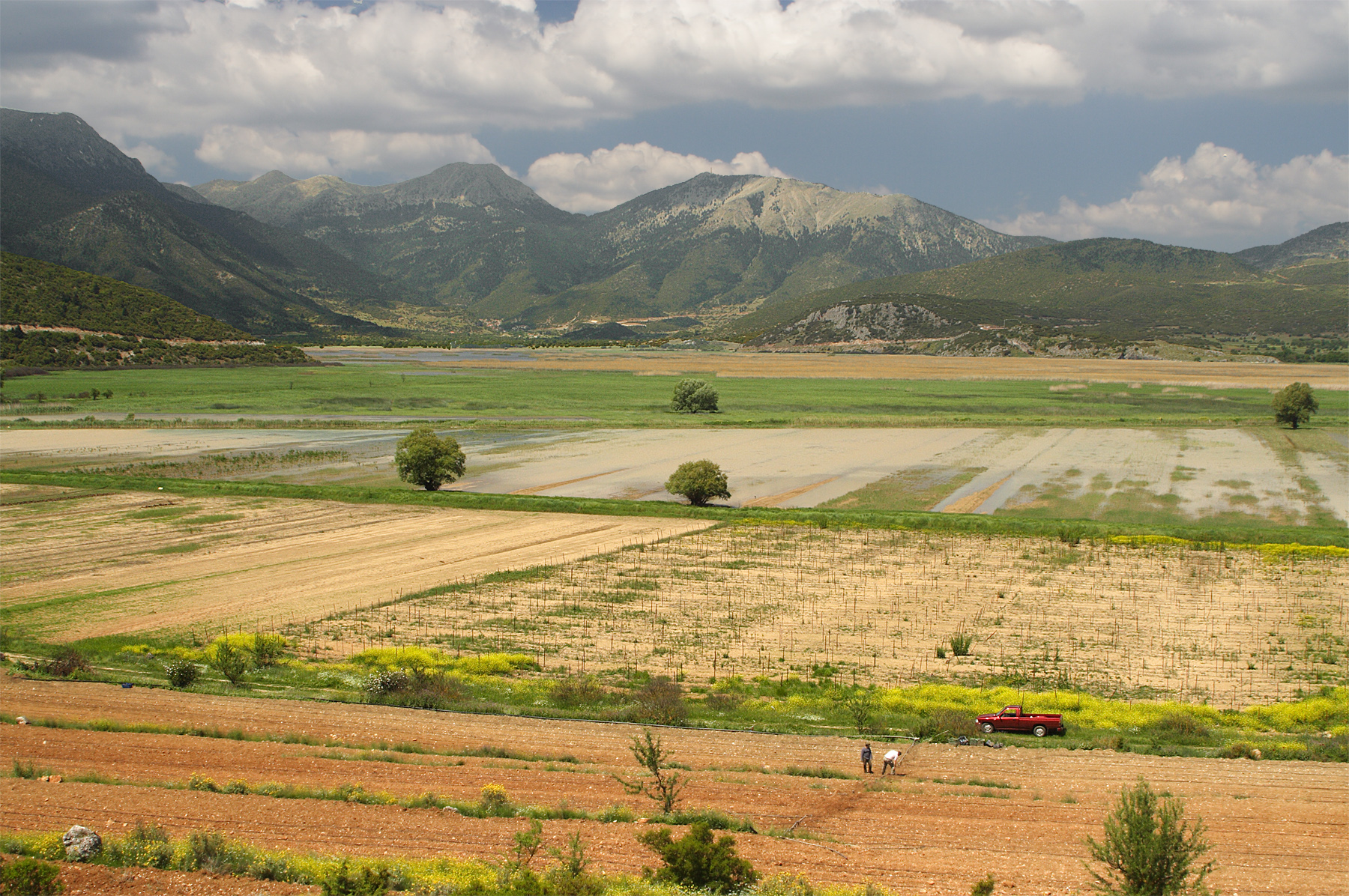
Un vigneto nel Peloponneso

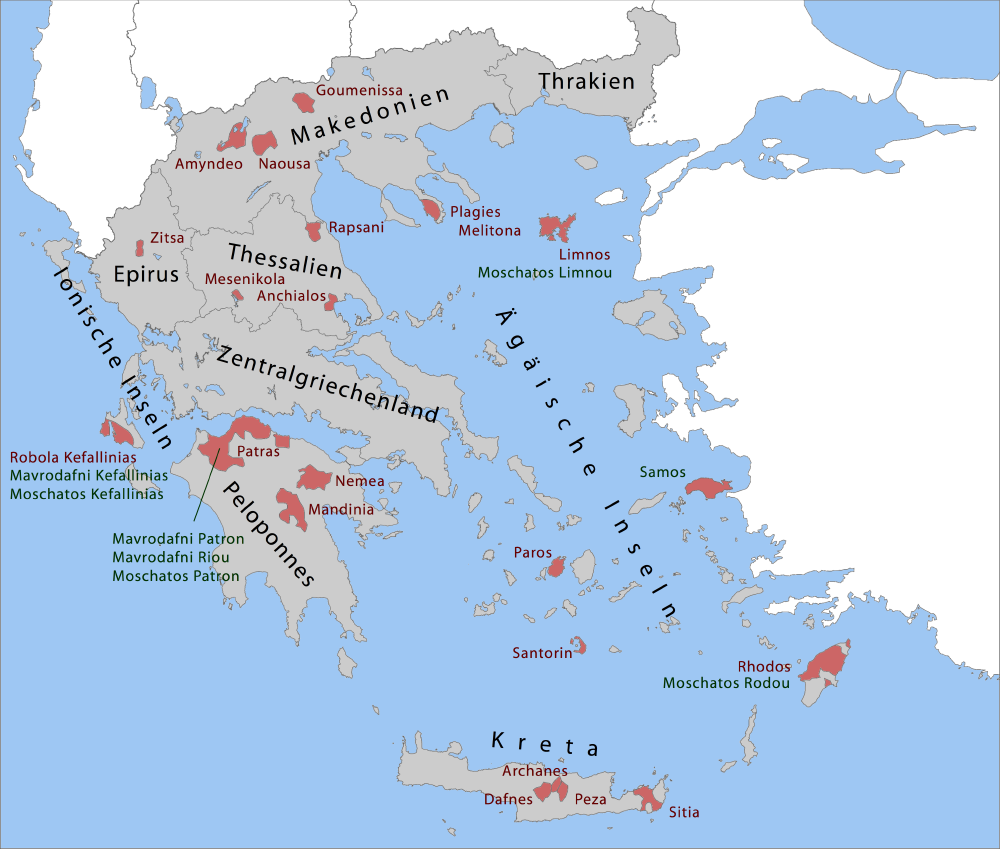
Regioni vitivinicole greche

La Grecia è suddivisa in diverse regioni vinicole principali, ciascuna con caratteristiche peculiari:
- Macedonia, produce il celebre Xinomavro, un vino rosso robusto e invecchiabile.
- Epiro, famosa per i vini bianchi freschi e minerali, come quelli prodotti nella zona di Zitsa.
- Tessaglia, territorio di coltivazione del vitigno Limniona, una varietà rossa autoctona.
- Grecia centrale, dominata dal Savatiano, utilizzato nella produzione della Retsina.
- Peloponneso, ospita alcune delle denominazioni più importanti, come Nemea (Agiorgitiko) e Mantinia (Moschofilero).
- Creta, per la produzione di vini rossi e bianchi, con vitigni autoctoni come il Liatiko e il Vilana.
- Isole dell'Egeo (Santorini, Paros, Samo, Rodi), Famose per i vini bianchi minerali (Assyrtiko) e i vini dolci di Samo.

## Vitigni
La Grecia vanta una grande diversità di vitigni autoctoni:
- Vitigni a bacca bianca
  - Assyrtiko, vitigno simbolo di Santorini, noto per la sua acidità e mineralità.
  - Moschofilero, aromatico e floreale, coltivato principalmente nel Peloponneso.
- Vitigni a bacca rossa
  - Agiorgitiko, considerato il “Barolo greco”, tipico della regione di Nemea.
  - Xinomavro, vitigno del nord, noto per la sua struttura tannica e capacità di invecchiamento.

## Vini
Tra le tipologie più famose troviamo:
- Retsina, vino bianco o rosato aromatizzato con resina di pino.
- Vinsanto, vino dolce di Santorini, ottenuto da uve appassite al sole.
- Mavrodaphne di Patrasso, vino liquoroso rosso dolce.

## Normative
Il sistema di classificazione dei vini greci segue un modello simile a quello europeo:
- POP (Denominazione di Origine Protetta), equivalente al DOCG/DOC italiano.
- PGI (Indicazione Geografica Protetta), indica vini legati a specifiche zone geografiche.
- Epitrapezios Oinos, categoria base dei vini da tavola.